# アル・ミネオ
アルフレッド・ミネオ（Alfred Mineo、1880年- 1930年11月5日）は、20世紀初頭のアメリカ合衆国ニューヨークのマフィアリーダーの1人。南ブルックリンのパレルモ系グループを率いたが、のちサルヴァトーレ・ダキーラのマフィアファミリーのボスとなった。本名アルフレド・マンフレディAlfredo Manfredi（イタリア）、アルフレッド・ミネオAlfred Mineo（米国）。通り名アル・ミネオ、マンフレディ・ミネオ。シチリア島パレルモ出身。

## 来歴

### 初期
シチリア島パレルモ生まれ。1911年、貿易商人として渡米し、ニューヨーク市ブルックリンのユティカ・アヴェニュー沿いに定住した。1912年時点でニューヨークに4つ存在するマフィアグループ（ファミリー）の1つを率いていた。
1900年代一大勢力を築いたコルレオーネ系のモレロ一家ボス、ジュゼッペ・モレロが1911年に紙幣偽造の罪で収監された時、パレルモ系のサルヴァトーレ・ダキーラがマフィア会議でモレロに代わる全米マフィアリーダーに選出された（それまではモレロが全米マフィアリーダーだったとする。ニコラ・ジェンタイルの証言）。アル・ミネオ（パレルモ系）、モレロ一家残党のロモンテ兄弟（コルレオーネ系）、コラ・シーロ（カステランマレーゼ系）の残り3グループはダキーラの増大する権力を恐れて提携し、やがて血の抗争に発展した。
1913年11月、ダキーラ派に鞍替えした元モレロ一家のジュゼッペ・フォンタナ、ジュゼッペ・ファナロら2人が相次いで暗殺されたが、ミネオとロモンテ兄弟の共謀とみられた。1914年、1915年に起こったロモンテ兄弟暗殺事件は、その報復とみられ、ダキーラが首謀したと信じられた。1915年に抗争は終息し、ミネオはダキーラと何らかの手打ちをしたとみられた。
これ以降、マフィア史上でのミネオの名は途絶え、再登場は1928年となる。
ミネオは果物輸入商で、特にレモンを手掛けた。同じ米国在住の弟は医師だった。1915年ヨーロッパに旅行し、1922年、1927年、1929年にイタリアに帰国した。1929年、アメリカ国籍（市民権）を得た。

### ボス就任とマッセリアの参謀役
1920年に出所したモレロは、ダキーラが据えていたハーレム地区の傀儡ボスを暗殺し、酒の密輸で勢力を拡大した新進マフィアのジョー・マッセリアと結託してダキーラに対抗し、抗争状態になった。最終的に調停者を介して和解したが、ダキーラはモレロのマフィア界への復帰を認めず、冷戦状態が続いた。この抗争でのミネオの関与は不明である。
1928年10月、ダキーラは暗殺され、モレロ、マッセリア、ミネオ3者の共謀と信じられた。ミネオは、マッセリアにダキーラファミリーを委ねられ、ボスになった（表向きは「全米マフィアのドン」モレロがミネオをファミリーボスに任命した）。マッセリアは他グループを支配下に置くとき、そのグループのトップを排除した上でそのトップと同じ派閥か同格の者を傀儡ボスに据えたが、ミネオのボス就任も同じパターンとみられた。ミネオが元々率いていたグループの由来や立ち位置については史料が不足し、マフィア史家の推測対象になっている。
ジュゼッペ・トライナ、ヴィンセント・マンガーノ、フランク・スカリーチェ、ジョゼフ・ビオンドら旧ダキーラファミリーの主要メンバー、更にカルロ・ガンビーノが所属した最大派閥サルヴァトーレ・マソットの派閥も含め、マッセリアに造反の気配を示さず、ミネオのボス就任を受け入れたとみられた。
1930年に起こったカステランマレーゼ戦争では、モレロがマッセリアの参謀として調停会議を主導するなどしたが、モレロがカステランマレーゼ派によって暗殺された後はミネオが参謀になった。ミネオの存在はマッセリアにとってモレロと同様、旧世代マフィアリーダーもしくはシチリアマフィア保守派を繋ぎとめておく「裏社会の権威」と考えられた。

### 最期
1930年11月5日、ミネオはブロンクスのアジトを出た時、付近に潜んでいたカステランマレーゼ派とトミー・ガリアーノ派の合同暗殺チームに狙撃され、用心棒共々死亡した。暗殺チームはマッセリアを狙っていたが不在だった。
1930年12月までに、旧ダキーラ勢力は派閥ぐるみでマッセリアから離反した。翌年4月、マッセリアも部下の裏切りで殺された。ミネオが継いだ旧ダキーラファミリーは、マッセリア-ミネオ体制以前の状態に戻り、フランク・スカリーチェ、次いでヴィンセント・マンガーノが継いだ。

## マフィア分布図の欠けたパズル
ニューヨーク五大ファミリー形成過程におけるミネオ派閥のルーツは長らくマフィア史家の争点だったが、有力視されているのが五大ファミリーの1つであるプロファチ一家（現コロンボ一家）である。1910年代に4つのグループがあるとしたクレメンテの証言の中で、ミネオのグループと提携や対立をしていた他の3つのグループ（ダキーラ一家、モレロ一家、コラシーロ一家）は当然ミネオのグループとは独立したグループであり、それら3つから派生したグループ（例えばモレロ一家から分派したガリアーノ一家）も、時系列的に先に形成されたミネオのグループとは異なる。シチリアの出身地別にみれば、コルレオーネ系のモレロ一家やガリアーノ一家、カステランマレーゼ系のコラシーロ一家は除外され、パレルモ系はダキーラ派以外ではプロファチ一家しか残らない。パレルモ系マフィアは一枚岩ではなく、例えばモレロ一家にもパレルモ系有力ギャングは大勢いたが、モレロと同様イースト・ハーレムかロウアーマンハッタンが活動拠点であり、ブルックリン南部のまとまったパレルモ系集団といえば、エリア的にほぼ重なるのはプロファチ一家である。
プロファチ一家は、プロファチが1920年代後半に南ブルックリンで創設したと当初信じられたが、彼の渡米時期やジョゼフ・ボナンノの証言などから、南ブルックリンにはプロファチの登場以前にパレルモ系マフィアサークルが存在し、1920年代半ばにサルヴァトーレ・ディベッラ（パレルモ系）が派閥の長（ボス）だったことが明らかになった（ディベッラは程なく引退し、プロファチが組織を継いだ）。仮説としてはマッセリアがダキーラの後釜ボスにアル・ミネオを引き抜き、残ったファミリーをディベッラが継いだという見方が可能である。この場合ミネオはプロファチ一家の源流である南ブルックリンファミリーの創設者だった可能性がある。
後年プロファチ一家に属したメンバーにミネオ姓の者がいること（サルヴァトーレ・ミネオ、1960年代後半に副ボス、血縁関係は不明）、アル・ミネオはレモンの貿易商人だったが、このサルヴァトーレのニックネームが「チャーリー・レモン」であること、更にミネオと共に暗殺されたミネオの用心棒ステーブ・フェリーニョの弟バルトロ・フェリーニョが後年プロファチ一家に名を連ねていることなどが、プロファチ一家説を補強する材料になっている。
ミネオの軌跡が明らかになる時、ベールに包まれたニューヨークマフィア初期分布図の、欠けたパズルの最後の1枚が埋まると言われる。